# Inco Gaming
INCO Gaming, também conhecida como iNCO, é uma organização brasileira de esportes eletrônicos focada em jogos móveis, fundado em abril de 2021 pela empresária Susy Egert e seu marido Luiz Egert.
Hoje, a organização conta com equipes nas modalidades de PUBG Mobile, COD mobile, Standoff 2 e Honor of Kings; jogando respectivamente a elite dos torneios oficiais.
A iNCO se tornou primeira organização brasileira a anunciar uma equipe com 100% dos integrantes formados por estrangeiros, em PUBG Mobile. Além de estrangeiras, todas as integrantes são do sexo feminino.

## Inicio da organização
O projeto foi iniciado em abril de 2021 em Foz do Iguaçu, com sua primeira line-up em PUBG Mobile, formada por amigos dos fundadores que jogavam casualmente. Após curto período de experiência e estudos aprofundados sobre a modalidade, Susy Egert decidiu formalizar a organização em um CNPJ, e fez a contratação de sua primeira line-up profissional, composta por jogadores experientes e renomados dentro do cenário competitivo do jogo da empresa chinesa TENCENT.
Completando 1 ano de existência, a organização conquistou resultados expressivos ao ser campeã latam de COD mobile vencendo o time da SKADE por 4 a 2 e logo em seguida o torneio americano, repetindo o mesmo placar sobre eles. Em um curto espaço de tempo, a equipe foi campeã brasileira de PUBG Mobile, superando a Alpha7 em 1 ponto e conquistou uma vaga para o campeonato americano da modalidade, figurando a terceira colocação e garantindo acesso direto para a fase de grupos do mundial; campeonato este que a equipe encerrou na sétima colocação após 3 dias figurando dentre os 3 melhores desempenho no torneio.
Já em Free Fire, os leões como também são chamados, jogaram a LBFF Série B.

## PUBG Mobile
História
2021
Em seu primeiro ano de existência, Inco jogou pela primeira vez um torneio oficial: PMCO e alcançou a segunda colocação, garantindo assim o acesso à elite da modalidade; o campeonato brasileiro conhecido como PMPL Brazil. Ao fim da competição a equipe ficou na sétima colocação.
2022
No mês de abril, ao completar 1 ano de existência, a equipe encerrou sua participação na PMPL Brazil S1 2022 com a décima quarta colocação e foi vice do torneio Snapdragon Conquest Master Series.
Próximo ao encerramento do ano, a equipe sagrou-se campeã brasileira, ganhando a PMPL Brasil S2. Desta forma, conquistou seu primeiro título em eventos oficiais e garantiu acesso a PMPL Américas, torneio que reúne os melhores times de todas as américas.
Liderando o torneio americano até aos dias finais a equipe não conseguiu garantir os resultados necessários e encerraram a participação em terceiro lugar, garantindo vaga para o mundial.
Em dezembro, o time viajou para Kuala Lumpur na Indonésia, para disputar a fase de grupos do mundial. A equipe não conquistou o acesso antecipado à final e recebeu a oportunidade de disputar a repescagem. Desta forma, classificaram-se para a final do mundial que ocorreu em janeiro de 2023, onde lideraram o primeiro dia de torneio e ao fim, ficaram com a sétima colocação.

Equipes
| País   | ID       | Nome                   | Atuação |
| ------ | -------- | ---------------------- | ------- |
| Brasil | Becker   | Gabriel Engraf Becker  | Jogador |
| Brasil | Vitu2k   | Vitor Stavarengo       | Jogador |
| Brasil | Vitali   | João Felipe            | Jogador |
| Brasil | NENEBETE | Derci Júnior de Cristo | Jogador |
| Brasil | Squash   | Arthur Cavalcante      | Jogador |
| Brasil | Flip     | Felipe Pompeu          | Coach   |

feminina PUBG Mobile Europa
| País          | ID       | Nome                 | Atuação |
| ------------- | -------- | -------------------- | ------- |
| Grécia        | catveinz | Aikaterini Mouisakou | Jogador |
| Turquia       | zeus     | İrem Çöğürlü         | Jogador |
| Jordânia      | karmzie  | Sarah Basim          | Jogador |
| África do Sul | muffin   | Tyla Diez            | Jogador |
| Turquia       | Kauai    | Zehra Kırbaş         | Jogador |

Campeonatos notáveis
| Data       | Colocação | Campeonato                                               | Fase  | Premiação | Ref.   |
| ---------- | --------- | -------------------------------------------------------- | ----- | --------- | ------ |
| 08/01/2023 | 7°        | PUBG Mobile Global Championship 2022                     | Final | $130,000  | [ 12 ] |
| 23/10/2022 |           | PUBG Mobile Pro League - Americas Championship Fall 2022 | Final | $14,000   | [ 11 ] |
| 15/10/2022 |           | PUBG Mobile Pro League - Brazil Fall 2022                | Final | $14,000   | [ 10 ] |
| 19/06/2022 |           | Snapdragon Conquest Master Series                        | Final | $1,000    |        |
| 24/04/2022 | 14°       | PUBG Mobile Pro League - Brazil Spring 2022              | Final | $7,000    | [ 6 ]  |
| 03/10/2021 | 7°        | PUBG Mobile Pro League - Brazil Season 2                 | Final | $7,500    | [ 19 ] |
| 29/08/2021 |           | PUBG Mobile Club Open - Fall Split 2021: Brazil          | Final | $3,000    | [ 15 ] |
| 30/11/2021 |           | Americas Elite League Season 2                           | Final | $800      |        |

## Call Of Duty Mobile
História
2021
Estreando na modalidade de COD, Inco não obteve grandes resultados no ano.
2022
Com a chegada de novos jogadores a equipe conseguiu feitos notáveis na modalidade ao conquistarem a segunda colocação no campeonato Mobile Mayhem 2022 Spring: South America e também o segundo lugar do Mobile Mayhem 2022 Summer: South America.
A primeiro grande conquista veio ao vencerem a qualificatória LATAM e logo em seguida a fase final, conquistando a acesso para a final do mundial que aconteceu nos Estados Unidos.
O time ficou com a terceira colocação na competição, perdendo para a equipe da Tribe Gaming e Lumininosity Gaming, ficando com a bagatela de U$150.000,00.
Equipes
| País   | ID       | Nome                   | Atuação |
| ------ | -------- | ---------------------- | ------- |
| Brasil | R4F4     | Lazaro Rafael Teodoro  | Jogador |
| Brasil | DaD      | Lucas Rossi            | Jogador |
| Brasil | Krozin   | Vitor Leandro da Silva | Jogador |
| Brasil | Lucaszin | Lucas Ferreira         | Jogador |
| Brasil | Dermec   | Pedro Henrique         | Jogador |

Campeonatos notáveis
| Data       | Colocação | Campeonato                                     | Fase           | Premiação | Ref.   |
| ---------- | --------- | ---------------------------------------------- | -------------- | --------- | ------ |
| 18/12/2022 |           | CODM World Championship 2022                   | Final          | $150,000  | [ 22 ] |
| 18/11/2022 |           | Mobile Mayhem 2022 Fall: South America         | Final          | $840      |        |
| 14/09/2022 |           | Mobile Mayhem 2022 Summer: South America       | Final          | $350      |        |
| 14/08/2022 |           | CODM World Championship 2022 - LATAM Finals    | Final          | $30,000   | [ 9 ]  |
| 19/06/2022 |           | CODM World Championship 2022 - LATAM Qualifier | Qualificatoria |           | [ 9 ]  |
| 30/05/2022 |           | Mobile Mayhem 2022 Spring: South America       | Final          | $350      |        |

Equipe feminina COD Mobile
| País   | ID     | Nome            | Atuação |
| ------ | ------ | --------------- | ------- |
| Brasil | Dani   | Daniele Mourão  | Jogador |
| Brasil | Barbie | Beatriz Prado   | Jogador |
| Brasil | Docin  | Kamilly Campos  | Jogador |
| Brasil | Mii    | Milena Akamine  | Jogador |
| Brasil | Luísa  | Luisa Gonçalves | Jogador |

## Standoff 2
História
Minors by Infinix
| País   | ID       | Nome             | Atuação |
| ------ | -------- | ---------------- | ------- |
| Brasil | Lacerda  | Gabriel Lacerda  | Jogador |
| Brasil | BadDark  | Bruno Ferreira   | Jogador |
| Brasil | DMR      | Davi Rangel      | Jogador |
| Brasil | coundraW | Matheus Zakaliak | Jogador |
| Brasil | Philipe  | Philipe Machado  | Jogador |

## Honor of Kings[5]
| País   | ID      | Nome       | Atuação |
| ------ | ------- | ---------- | ------- |
| Brasil | Tempest | Wollyver   | Jogador |
| Brasil | Rzz     | Rafael     | Jogador |
| Brasil | Thae    | Gaspar     | Jogador |
| Brasil | TaZy    | Luiz       | Jogador |
| Brasil | Luizao  | Luiz Silva | Coach   |

1. ↑  https://www.uol.com.br/esporte/ultimas-noticias/enm/2022/03/28/conheca-a-historia-da-inco-gaming-organizacao-de-esports-de-pubg.htm
2. ↑  https://www.folhavitoria.com.br/games/noticia/11/2022/inco-gaming-anuncia-uniao-com-a-ste-para-a-proxima-temporada
3. 1 2  «Mais uma equipe chegando: CEO da iNCO Gaming revela planos para investir no cenário inclusivo de VALORANT». ESPN.com. 23 de fevereiro de 2023. Consultado em 27 de março de 2023
4. 1 2 3 4 5 6  Vitória, Folha (21 de fevereiro de 2023). «iNCO Gaming anuncia equipe feminina de COD Mobile e mira VALORANT». Folha Vitória. Consultado em 27 de março de 2023
5. 1 2 3 4 5 6 7  «Sistema Brasileiro de Televisão - SBT». www.sbt.com.br. Consultado em 5 de maio de 2023
6. 1 2 3  «iNCO Gaming conquista a vaga na PMPL Brasil e finca a bandeira no cenário de esports». G1. Consultado em 16 de fevereiro de 2023
7. 1 2  «PUBG: campeã brasileira de mobile, iNCO anuncia equipe na Europa». ge. Consultado em 27 de março de 2023
8. ↑  «INCO GAMES LTDA - CNPJ 43077301000126 - Casa dos Dados». Casa dos Dados. Consultado em 16 de fevereiro de 2023
9. 1 2 3 4 5 6  Vitória, Folha (28 de outubro de 2022). «Conheça os jogadores brasileiros campeões regionais de COD Mobile». Folha Vitória. Consultado em 16 de fevereiro de 2023
10. 1 2 3  «Com premiação de R$ 72 mil, iNCO Gaming é campeã do PUBG Mobile Pro League». Bolavip Brasil. Consultado em 16 de fevereiro de 2023
11. 1 2 3  «Influence Chemin é bicampeã da PUBG MOBILE Pro League Américas 2022 | Observatório de Games». 24 de outubro de 2022. Consultado em 16 de fevereiro de 2023
12. 1 2  «PUBG Mobile: brasileiros da Alpha 7 ficam em terceiro no Mundial». ge. Consultado em 16 de fevereiro de 2023
13. 1 2 3  Jogos, Drops de (16 de janeiro de 2023). «Brasil domina o 1º dia de PUBG MOBILE Global Championship 2022». Drops de Jogos. Consultado em 16 de fevereiro de 2023
14. ↑  Carbone, Filipe (16 de setembro de 2022). «LBFF: Primeira fase da Série B chega ao fim e classificados são definidos». Tropa Free Fire. Consultado em 16 de fevereiro de 2023
15. 1 2  «Conheça a história da iNCO Gaming, organização de esports de PUBG». www.uol.com.br. Consultado em 16 de fevereiro de 2023
16. ↑  «Mundial de PUBG Mobile: Final do PMGC 2022 terá brasileiras Influence Chemin, Alpha7 e INCO Gaming». Millenium BR. Consultado em 16 de fevereiro de 2023
17. 1 2 3 4 5  Vitória, Folha (24 de março de 2023). «PUBG Mobile: iNCO mantém equipe campeã brasileira para Pro League Brasil». Folha Vitória. Consultado em 27 de março de 2023
18. 1 2 3 4 5  «Sistema Brasileiro de Televisão - SBT». www.sbt.com.br. Consultado em 27 de março de 2023
19. ↑  «PUBG Mobile Pro League Brazil Finals: times, formato e premiação». ge. Consultado em 16 de fevereiro de 2023
20. ↑  Vitória, Folha (21 de março de 2023). «Melhor atleta de COD Mobile do mundo projeta 2023». Folha Vitória. Consultado em 27 de março de 2023
21. ↑  «iNCO Gaming confirma Dermec para equipe de COD Mobile». 1 de março de 2023. Consultado em 27 de março de 2023
22. ↑  «Mundial de COD Mobile: Brasileiras INCO Gaming e SKADE terminam no top 3 e top 5, respectivamente». Millenium BR. Consultado em 16 de fevereiro de 2023
23. 1 2 3 4 5 6  Vitória, Folha (24 de abril de 2023). «iNCO Gaming anuncia equipe de Standoff 2». Folha Vitória. Consultado em 5 de maio de 2023